# Sông Cà Lồ
Sông Cà Lồ (歌盧), còn gọi là sông Nguyệt Đức hay sông Phù Lỗ, là một phụ lưu của sông Cầu và từng là một phân lưu của sông Hồng. Nó vốn tách ra khỏi sông Hồng ở xã Trung Hà, huyện Yên Lạc, Vĩnh Phúc và hợp lưu với sông Cầu tại ngã ba Xà, xã Tam Giang, huyện Yên Phong, tỉnh Bắc Ninh, khoảng 15 km về phía nam nơi sông Công hợp lưu với sông Cầu. Tuy nhiên đoạn đầu nguồn của Cà Lồ (chỗ phân lưu khỏi sông Hồng) đã bị bịt vào đầu thế kỷ 20, nên sông Cà Lồ hiện nay không còn nối với sông Hồng. Đầu nguồn sông Cà Lồ hiện nay ở huyện Mê Linh (Hà Nội) và nguồn nước của sông chủ yếu là từ các dòng suối từ dãy núi Tam Đảo. Sông Cà Lồ tạo thành ranh giới tự nhiên giữa huyện Sóc Sơn với các huyện Mê Linh, Đông Anh (Hà Nội) và giữa huyện Sóc Sơn với huyện Yên Phong (tỉnh Bắc Ninh). Toàn chiều dài của sông là 89 km, trong đó đoạn trên địa bàn Vĩnh Phúc dài 27 km.
Hạ lưu sông Cà Lồ (từ Phủ Lỗ) có dòng chảy quanh co. Tuy điều này hấp dẫn những người thích ngắm cảnh sông, những người làm phim và những người kinh doanh bất động sản , nhưng nó lại là một trong nguyên nhân gây ra hiện tượng nước sông không thoát nhanh vào mùa mưa. Thống kê cho thấy ảnh hưởng của lũ thường từ 30-40 ngày. Người ta đã dùng đầm Vạc để thoát lũ cho sông Cà Lồ ở đầu nguồn, nhưng hiệu quả không cao. Hiện có ý tưởng nắn dòng Cà Lồ, cắt các đoạn quanh co để có dòng chảy thẳng mà giảm lũ và phục vụ du lịch.
Sông Cà Lồ là nơi có thành Bình Lỗ nổi tiếng trong Chiến tranh Tống – Việt do Lê Hoàn chỉ huy vào năm 981. Dưới triều Nguyễn, tại huyện Yên Lạc thuộc tỉnh Sơn Tây vẫn còn tên gọi xã Bình Lỗ, thuộc tổng Hưng Lục.